# Glenn Claes
Glenn Claes (Lier, 8 marzo 1994) è un calciatore belga, centrocampista del Lierse Kempenzonen.

## Carriera

### Club
Ha giocato nella prima divisione belga.

### Nazionale
Ha giocato nelle nazionali giovanili belghe Under-15, Under-16, Under-17, Under-18 ed Under-19.

## Statistiche

### Presenze e reti nei club
Statistiche aggiornate al 2 febbraio 2018.
| Stagione        | Squadra         | Campionato      | Campionato | Campionato | Coppe nazionali | Coppe nazionali | Coppe nazionali | Coppe continentali | Coppe continentali | Coppe continentali | Altre coppe | Altre coppe | Altre coppe | Totale | Totale | Totale |
| Stagione        | Squadra         | Comp            | Pres       | Reti       | Comp            | Pres            | Reti            | Comp               | Pres               | Reti               | Comp        | Pres        | Reti        | Pres   | Reti   |        |
| --------------- | --------------- | --------------- | ---------- | ---------- | --------------- | --------------- | --------------- | ------------------ | ------------------ | ------------------ | ----------- | ----------- | ----------- | ------ | ------ | ------ |
| 2011-2012       | Lierse          | D1              | 1+1        | 0          | CB              | 0               | 0               | -                  | -                  | -                  | -           | -           | -           | 2      | 0      |        |
| 2012-2013       | Lierse          | D1              | 1          | 0          | CB              | 1               | 0               | -                  | -                  | -                  | -           | -           | -           | 2      | 0      |        |
| Totale Lierse   | Totale Lierse   | Totale Lierse   | 3          | 0          |                 | 1               | 0               |                    | -                  | -                  |             | -           | -           | 4      | 0      |        |
| 2013-2014       | Mechelen        | D1              | 0+6        | 0          | CB              | 0               | 0               | -                  | -                  | -                  | -           | -           | -           | 6      | 0      |        |
| 2014-2015       | Mechelen        | D1              | 26+6       | 2          | CB              | 4               | 2               | -                  | -                  | -                  | -           | -           | -           | 36     | 4      |        |
| 2015-2016       | Mechelen        | D1              | 27+6       | 2          | CB              | 2               | 0               | -                  | -                  | -                  | -           | -           | -           | 35     | 2      |        |
| 2016-2017       | Mechelen        | D1              | 21+5       | 1          | CB              | 1               | 0               | -                  | -                  | -                  | -           | -           | -           | 27     | 1      |        |
| 2017-2018       | Mechelen        | D1              | 12         | 0          | CB              | 1               | 0               | -                  | -                  | -                  | -           | -           | -           | 13     | 0      |        |
| Totale Mechelen | Totale Mechelen | Totale Mechelen | 109        | 5          |                 | 8               | 2               |                    | -                  | -                  |             | -           | -           | 117    | 7      |        |
| Totale carriera | Totale carriera | Totale carriera | 112        | 5          |                 | 9               | 2               |                    | -                  | -                  |             | -           | -           | 121    | 7      |        |